# Diamond District

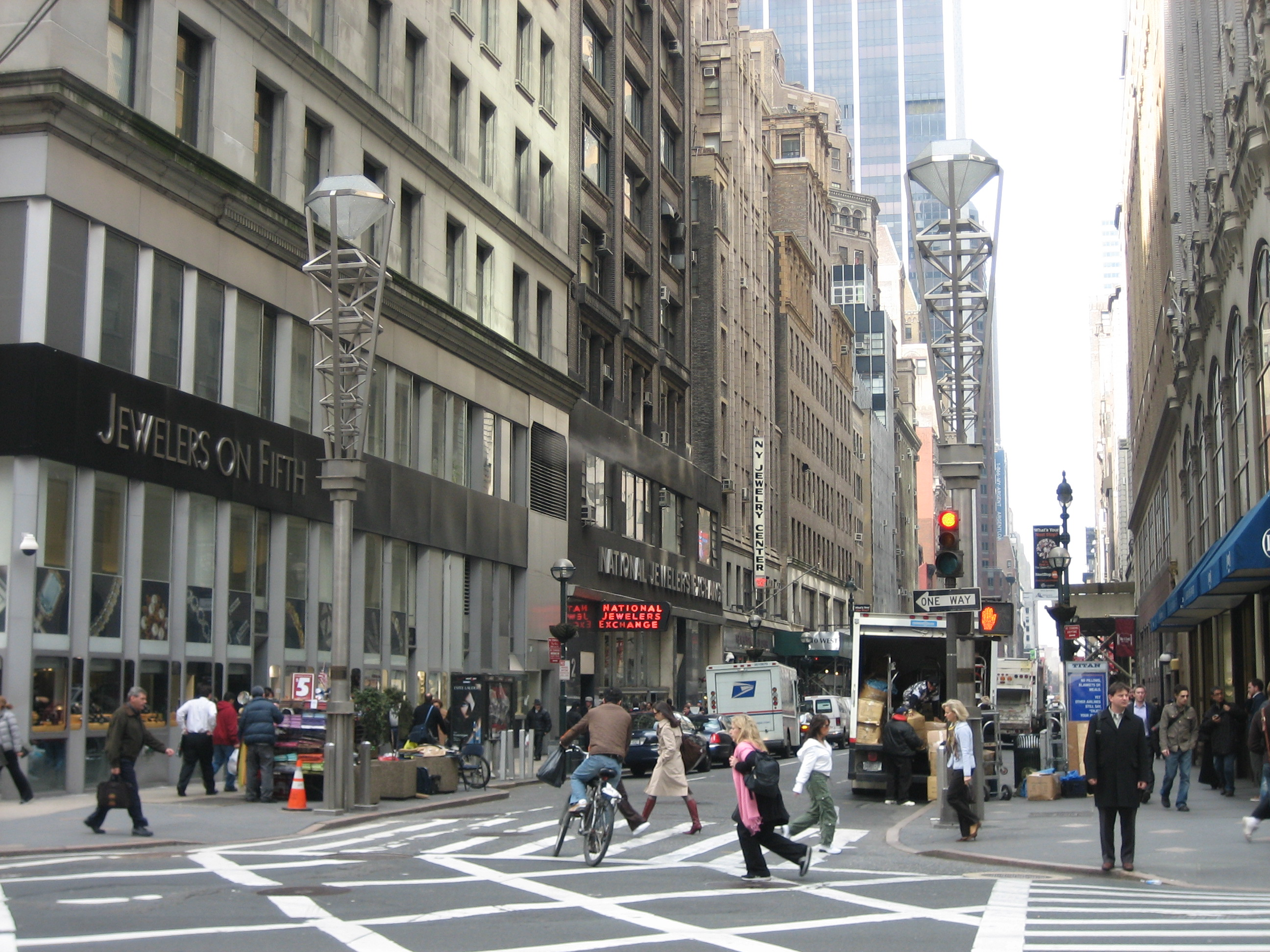
New York Citys Diamond District, Ecke Fifth Avenue und 47th Street

Der Diamond District ist ein Gebiet im New Yorker Stadtbezirk Manhattan, in dem Diamanten- und Edelsteinhändler konzentriert sind.

## Lage
Der Diamond District befindet sich in Midtown Manhattan an der West 47th Street zwischen der Fifth Avenue und der Sixth Avenue. Viele New Yorker Attraktionen befinden sich in fußläufiger Entfernung: Entlang der Sixth Avenue nach Norden sind das Rockefeller Center einen Block und die Radio City Music Hall drei Blocks entfernt. Die Plaza Arcade, eine Ladenpassage, verbindet die West 47th Street mit dem Rockefeller Center. An der Fifth Avenue befindet sich drei Blocks nördlich die St. Patrick’s Cathedral und einen Block westlich beginnt der Broadway Theater District.

## Geschichte
Der Diamond District entstand, als die Diamantenhändler 1941 aus Downtown Manhattan nach Midtown Manhattan umzogen. Zuvor hatten sie ihre Läden seit den 1920er Jahren in der Gegend um die Canal Street und die Bowery sowie seit den 1930er Jahren im Financial District um die Fulton Street und die  Nassau Street.
Nach Beginn des Zweiten Weltkriegs flohen zahlreiche Juden, die in Antwerpen und Amsterdam im Diamantenhandel tätig waren, vor der nationalsozialistischen Bedrohung in die USA und ließen sich überwiegend in New York City im heutigen Diamond District nieder. Viele blieben dort auch nach dem Ende des Krieges.

## Wirtschaftliche Bedeutung
Bis heute ist der Diamond District die beste Adresse in New York, um Diamanten zu kaufen, und neben London, Antwerpen, Mumbai (Indien), Ramat Gan (Israel) und Johannesburg (Südafrika) eines der Zentren des internationalen Diamantenhandels.
Der Diamond District ist die größte Einkaufsstraße für Diamanten in allen Größen und Formen sowie Edelsteinen weltweit. Mehr als 90 Prozent aller Diamanten, die in die USA importiert werden, gehen durch New York City und die meisten von diesen durch den Diamond District. Hier sind 2.600 verschiedene Unternehmen vertreten, die fast alle mit Diamanten oder Edelsteinen zu tun haben.